# Пембрук Атлета
ФК «Пембрук Атлета» (мальт. Pembroke Athleta Football Club) — мальтійський футбольний клуб з міста Пембрук, заснований у 1962 році. Виступає у Першій лізі. До сезону 2016—2017 років виступав у Прем'єр-лізі. Домашні матчі приймає на стадіоні «Пембрук Граундс», місткістю 1 000 глядачів.